# Kalkugnsberget
Kalkugnsberget är ett naturreservat i Arboga kommun i Västmanlands län.
Området är naturskyddat sedan 1993 och är 28 hektar stort. Reservatet omfattar ett berg med detta namn och består av tät  barrskog.